# Radvanice (Přerov)
Radvanice é uma comuna checa localizada na região de Olomouc, distrito de Přerov.